# Década da Água para a Vida
As Nações Unidas proclamaram o período de 2005 a 2015, com início no Dia Mundial da Água, como sendo a Década Internacional para a Ação, "Água para a Vida".
Durante a primeira década das Nações Unidas sobre a água, em 1981-1990, estima-se que mais de um bilhão de pessoas ganharam acesso à água potável.